# Donna Smith (atleta)
Donna Maree Philp (nacida Smith; Brisbane, 28 de junio de 1965-22 de mayo de 1999), fue una atleta paralímpica australiana y jugadora de baloncesto en silla de ruedas que ganó seis medallas en cuatro Juegos Paralímpicos.

## Biografía
Nacida en Brisbane, Smith fue diagnosticada con cáncer de huesos a la edad de trece años, y una de sus piernas fue amputada por encima de la rodilla.
En los Juegos Paralímpicos de Nueva York y Stoke Mandeville 1984, ganó una medalla de oro en la prueba de lanzamiento de jabalina femenina A2, una medalla de plata en la prueba de lanzamiento de peso femenino A2, y una medalla de bronce en la prueba de lanzamiento de disco femenino A2. Ganó una medalla de plata en los Juegos Paralímpicos de Seúl 1988 en la prueba de jabalina femenina A6A8A9L6. En los Paralímpicos de Barcelona de 1992, ganó una medalla de oro en la prueba de jabalina femenina THS2, por la que recibió una medalla de la Orden de Australia, y una medalla de plata en la prueba de lanzamiento de peso femenino THS2.
Luego se casó con Tom Philp y formó parte del equipo nacional femenino de baloncesto en silla de ruedas de Australia en los Juegos Paralímpicos de Atlanta 1996. El hijo de la pareja tenía 10 meses cuando, mientras jugaba al baloncesto en silla de ruedas el 22 de mayo de 1999, ella murió de un ataque al corazón a la edad de 33 años.